# Alma en pena (tango)
Alma en pena es un tango cuya letra es de Francisco García Jiménez en tanto que la música pertenece a Anselmo Aieta que fuera estrenado en 1928 y grabado para la discográfica Odeón ese mismo año en septiembre por Azucena Maizani con conjunto y en octubre por Carlos Gardel.

## Los autores
Francisco García Jiménez ( Buenos Aires, Argentina, 22 de septiembre de 1899 – misma ciudad 5 de marzo de 1983 ) fue un poeta, letrista y comediógrafo que tuvo una extensa carrera en Argentina. ya en la década de 1910 algunas de sus poesías aparecieron en varias publicaciones, entre ellas la revista Mundo Argentino. Su primera obra teatral, escrita en colaboración con José de la Vega, se tituló La Décima Musa y se estrenó en 1918 en el Teatro Variedades y en los años siguientes produjo una treintena de obras de teatro y cuentos y ensayos de su autoría se difundieron en El Hogar, La Prensa, La Nación, Mundo Argentino y otras publicaciones.
Entre sus libros se cuentan Así nacieron los tangos, Carlos Gardel y su época , Estampas de tango, Memorias y fantasmas de Buenos Aires, El Tango y Vida de Carlos Gardel. Para el cine colaboró en varios guiones vinculados al tango. Su faceta más destacada fue la composición de letras de tango, que comenzó en 1921 con Zorro gris, que musicalizó Rafael Tuegols, y continuó con a lo largo de los años hasta llegar a tener más de 140 registradas en SADAIC. Algunas de sus letras fueron Allá en el cielo,  Bailongo de los domingos , Siga el corso, Barrio pobre, Carnaval, Farolito de papel, El Huérfano, Lo que fuiste, Lunes, Malvón, Mariposita , La Mentirosa, Palomita blanca, Príncipe, Rosicler, Tus besos fueron míos, La última cita, La Violetera, ¡Viva la Patria! y Ya estamos iguales a las que pusieron música compositores del talento de Elvino Vardaro, Rafael Tuegols, Ricardo Tanturi, José Luis Padula, Miguel Padula y Luis Minervini.

Anselmo Aieta (San Telmo, Buenos Aires, 5 de noviembre de 1896 – 25 de septiembre de 1964) fue un bandoneonista y compositor de tango argentino.
Integró diversas orquestas y llegó a dirigir su propio conjunto. Con el poeta Francisco García Jiménez compuso sus mayores éxitos. Fue uno de los compositores favoritos de Carlos Gardel, quien grabó dieciséis de sus composiciones. Algunas de sus obras fueron El huérfano (1921), Príncipe (1922), La mentirosa (1923), Suerte loca (1925), Siga el corso y Tus besos fueron míos (1926), Carnaval y La chiflada (1927), Entre sueños, Alma en pena y Yo me quiero disfrazar (1928), Prisionero, Palomita blanca, Chau ingrata, Tras cartón, Tan grande y tan sonso y Qué fenómeno, (1929), Primero campaneala y Bajo tierra (1930), Ya estamos iguales (1934), Mariposita (1940), Color de barro (1941), Estampa tanguera y Escolazo (1950).

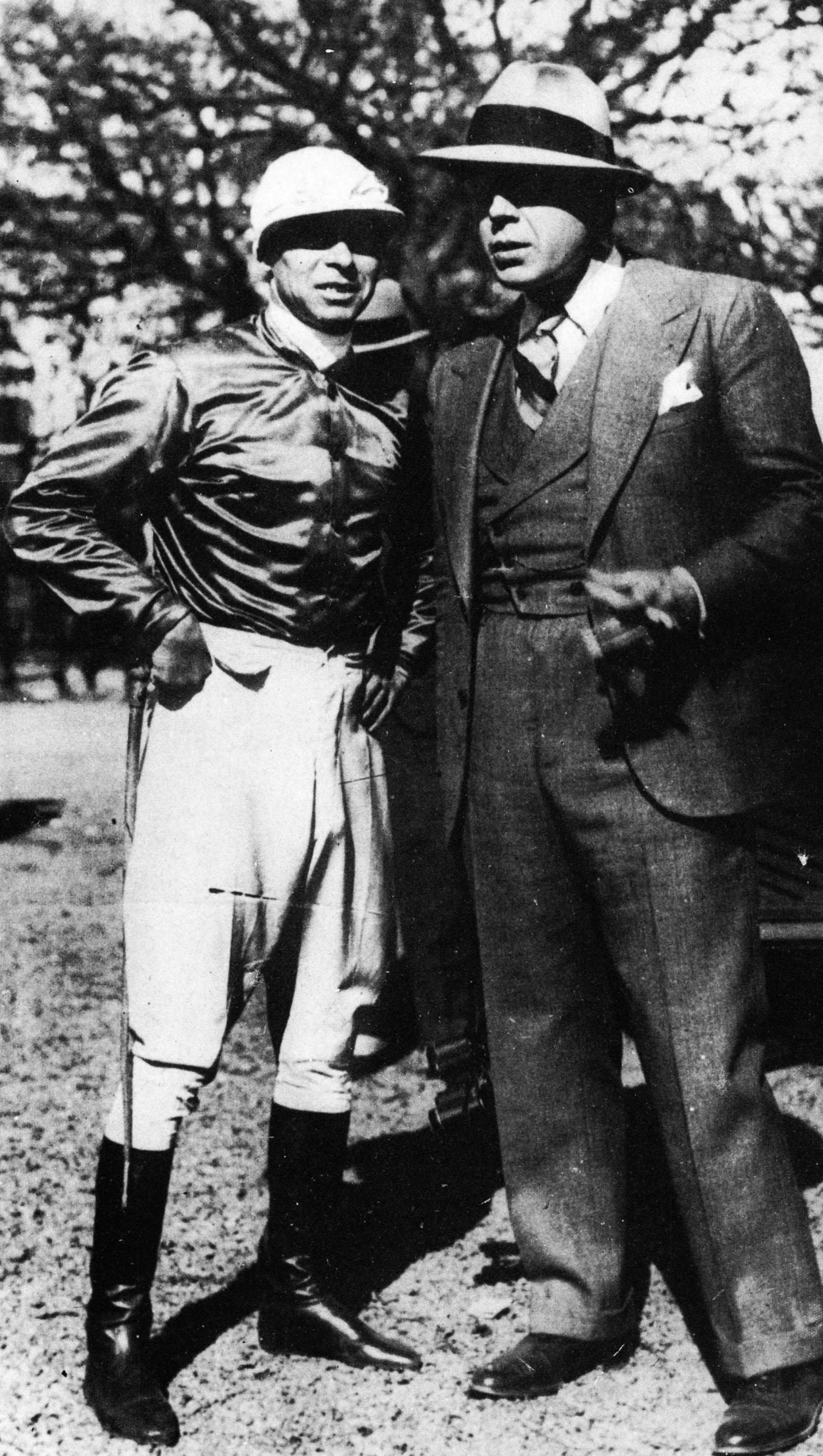
Irineo Leguisamo junto a Carlos Gardel en el Hipódromo de Palermo de Buenos Aires

## Premio
El tango obtuvo el tercer premio en el sexto de los concursos organizados por Max Glucksmann.
Este tango fue popularizado por Carlos Gardel, Ignacio Corsini y Azucena Maizani y también lo cantó la ‘diva’ del teatro ‘Colón’, Mena Juárez. Grabaron versiones del tanto Roberto Firpo, Francisco Canaro y Francisco Lomuto.

## Grabaciones
Entre las grabaciones de este tango, se encuentran:
- Carlos Gardel con acompañamiento de guitarras, para Odeon, octubre de 1928.
- Azucena Maizani con acompañamiento de guitarras para Odeon en septiembre de 1928.
- Enrique Rodríguez con su orquesta y la voz de Fernando Reyes para Odeon en 1946;
- Ricardo Tanturi con su orquesta y la voz de Roberto Videla en 1946;
- Ángel Vargas con la orquesta de Armando Lacava para el sello RCA Victor en 1953.
- Nelly Omar con el conjunto de guitarras de José Canet para Magenta en septiembre de 1969.
- Claudio Bergé con la orquesta de Carlos García para Odeon en agosto de 1971.
- Rubén Juárez lo grabó en 1977;
- También lo registraron, entre otros, Lidia Borda e Ignacio Corsini